# Арёгальский район
Арёгальский район (лит. Ariogalos rajonas) — административно-территориальная единица в составе Литовской ССР, существовавшая в 1950—1962 годах. Центр — город Арёгала.
Арёгальский район был образован в составе Каунасской области Литовской ССР 20 июня 1950 года. В его состав вошли 16 сельсоветов Расейнского уезда и 21 сельсовет Вилькийского уезда.
28 мая 1953 года в связи с ликвидацией Каунасской области Арёгальский район перешёл в прямое подчинение Литовской ССР.
В 1956 году центр района — Арёгала — получил статус города.
8 декабря 1962 года Арёгальский район был упразднён, а его территория передана в Расейнский район.